# Župan
Župan es un título nobiliario y administrativo utilizado en varios estados de Europa central y sudoriental entre el siglo VII y el siglo XXI. Era (y en Croacia sigue siendo) el líder de la unidad administrativa župa (o zhupa, županija). El término, a su vez, fue adoptado por los húngaros como ispán y se extendió más allá.

## Origen del título
El origen exacto del título no se conoce definitivamente y ha habido varias hipótesis: eslavo (Franc Miklošič), turco-avaro (A. Bruckner), iraní (F. Altheim), protoindoeuropeo (V. Machek), indoeuropeo (D. Dragojević), ilirio-tracio (K. Oštir), antiguo-balcánico (M. Budimir), entre otros. Francis Dvornik consideró que tenía un origen indoeuropeo o iraní. No hay una palabra protoeslava similar, pero el título se conservó principalmente entre los pueblos eslavos y sus vecinos que estaban bajo su influencia.
El origen del título no está necesariamente relacionado con el origen del titular, y muchos eruditos a menudo lo consideraron un título e institución que los eslavos tomaron prestado de los ávaros de Panonia. Esto se argumenta desde el punto de vista de una «imagen de una sociedad eslava temprana que inicialmente era casi completamente no jerárquica». Sin embargo, su presencia entre los ávaros de Panonia y en el idioma ávaro no está confirmada. Algunos eruditos descartan las teorías de una conexión ávara debido a la falta de evidencia del uso del título por los ávaros, además de la ocurrencia del término en territorios eslavos mucho más allá del área donde coexistieron los dos grupos. Los topónimos que están relacionados etimológicamente con el título župan incluyen Županovo kolo en Nóvgorod, Rusia, y Župany kolo en Ucrania. Tras las investigaciones de Ambroży Bogucki, Bohumil Vykypĕl y Georg Holzer, en 2007 Franjo Smiljanić descartó cualquier influencia ávara en el origen del término y concluyó que es posible que se hayan conservado restos de la organización tribal eslava bajo la autoridad ávara. Andrej Pleterski estuvo de acuerdo con ellos en 2015.